# Orsodacne variabilis
Orsodacne variabilis is een keversoort uit de familie schijnhaantjes (Orsodacnidae). De wetenschappelijke naam van de soort werd in 1877 gepubliceerd door Joseph Sugar Baly.